# Rozalija Nasrietdinowa
Rozalija Nasrietdinowa (ros. Розалия Насретдинова; ur. 10 lutego 1997 w Moskwie) – rosyjska pływaczka, specjalizująca się głównie w stylu dowolnym i motylkowym, .
Mistrzyni Europy na krótkim basenie z Herning (2013) w sztafecie mieszanej 4 × 50 m stylem dowolnym oraz sztafecie kobiet 4 × 50 m stylem zmiennym. Dwa lata później, Rosjankom odebrano złoto w sztafecie zmiennej z powodu wykrycia stosowania dopingu przez Juliję Jemifową. Wicemistrzyni Europy na krótkim basenie z Chartres (2012) w sztafecie mieszanej 4 × 50 m stylem dowolnym. Dwukrotna medalistka mistrzostw Europy juniorów z Antwerpii (2012).